# UFC 191
UFC 191：约翰逊对多德森二番战（UFC 191: Johnson vs. Dodson 2）是终极格斗冠军赛（UFC）主办的一场综合格斗赛事，于2015年9月5日在美国内华达州拉斯维加斯的米高梅大花园体育馆举行。

## 结果
1. ↑  UFC蝇量级冠军战